# Sousville
Sousville är en kommun i departementet Isère i regionen Auvergne-Rhône-Alpes i sydöstra Frankrike. Kommunen ligger i kantonen La Mure som tillhör arrondissementet Grenoble. År 2022 hade Sousville 145 invånare.

## Befolkningsutveckling
Antalet invånare i kommunen Sousville
Referens:INSEE